# Vysoká (okres Havlíčkův Brod)
Vysoká (do roku 1947 Hochtánov, německy Hochtann) je obec v okrese Havlíčkův Brod v Kraji Vysočina. Žije zde 256 obyvatel. Na vrchu Vysoká (587 m n. m.) se nachází sjezdovka dlouhá 420 m. K obci náleží satelitní vesničky Čistá (dříve Klarbrunn), Nový Svět a lokalita U Smrčáků.
Ve vzdálenosti 6 km severozápadně leží město Havlíčkův Brod, 17 km severně město Chotěboř, 18 km jižně statutární město Jihlava a 19 km západně město Humpolec.

## Historie
První písemná zmínka o obci pochází z roku 1308. Do roku 1947 nesla obec název Hochtánov, německy Hochtann (v českém překladu vysoká jedle). Stejně se nazýval i přilehlý vrch, dnes Vysoká. V letech 1961–1976 byla původně samostatná obec součástí Mírovky, poté od 30. dubna 1976 do 31. prosince 1992 součástí města Havlíčkův Brod a od 1. ledna 1993 se stala samostatnou obcí.
| Rok            | 1869 | 1880 | 1890 | 1900 | 1910 | 1921 | 1930 | 1950 | 1961 | 1970 | 1980 | 1991 | 2001 | 2013 |
| Počet obyvatel | 289  | 319  | 308  | 302  | 316  | 316  | 303  | 231  | 250  | 171  | 123  | 86   | 86   | 203  |

## Pamětihodnosti
- Selská usedlost č. p. 16 se zvoničkou
- Pomník obětem první světové války
- Kaplička u silnice pod vsí